# 上海東海大橋海上風電場
上海東海大橋風電場是一座總裝機容量達102兆瓦的風力發電廠，位於中華人民共和國上海市東海大橋附近。它是中國及亞洲首座大型海上風電廠。 上海東海大橋風電場是中國自行設計、建造的首座大型海上風力發電場，風電場由34臺华锐风电的離岸型風電機組組成，總裝機容量102ＭＷ，設計年發電利用小時數2624小時，年上網電量2．67億千瓦時，項目總投資23．65億元。第一期工程已經在2010年7月6日完工。
其第二期工程已經開始。第二期工程的總裝機容量為100兆瓦，共有26颱風機組成。其中有一台風機容量為5兆瓦，是目前亞洲單機容量最大的風機。其餘風機單機容量為3.6兆瓦。整個工程預計於2014年底竣工。

## 獎項
- 2010年獲評联合国环境友好型城市示范项目[3]
- 2012年獲得中国电力优质工程奖[4]

## 外部連結
- 上海东海大桥10万千瓦海上风电示范项目（页面存档备份，存于）